# Харламов, Сергей Дмитриевич
Серге́й Дми́триевич Харла́мов (8 октября 1881 года — 25 мая 1965 года) — российский и советский военачальник, командарм времён Гражданской войны, генерал-майор (1940).

## Биография
Православный, из дворян. Родился в 1881 году в Севастополе Таврической губернии, в 1900 году окончил Киевский кадетский корпус.

### Начало службы
31 августа 1900 года поступил в Михайловское артиллерийское училище, окончил в 1902 году, выпущен подпоручиком в артиллерию Ковенской крепости. В 1910 году окончил Николаевскую военную академию по 1-му разряду. С 10 ноября 1910 года по 10 ноября 1912 года отбывал цензовое командование ротой в 148-м Каспийском пехотном полку. С 5 декабря 1912 года — обер-офицер для поручений при штабе Иркутского военного округа.

### Первая мировая война
В начале Первой мировой войны на той же должности, с 11 декабря 1914 года — обер-офицер для поручений при штабе 4-го Сибирского армейского корпуса, с февраля 1915 года — старший адъютант штаба 9-й Сибирской стрелковой дивизии, затем и. д. старшего адъютанта штаба 10-й Сибирской стрелковой дивизии, и. д. штаб-офицера для поручений при штабе 3-го армейского корпуса, со 2 октября 1915 года — и. д. начальника штаба 73-й пехотной дивизии (до демобилизации).

### Гражданская война
В мае 1918 года добровольно вступил в РККА, был назначен начальником отделения Оперативного управления Всероглавштаба, с февраля по май 1919 года — преподаватель Военной академии РККА.
В 1919—1920 годах участвовал в Гражданской войне на Западном фронте, воевал против армии Эстонии, Северного корпуса генерала Н. Н. Юденича и иностранных интервентов.
С 14 июня по 23 сентября 1919 года — начальник штаба 15-й армии, одновременно с 25 июня по 31 июля 1919 года — вр. и. д. командира той же армии. На этих должностях участвовал: в июле 1919 года — в оборонительных боях, в результате которых враг захватил Латвию и Псков, в августе 1919 года — в Псковской операции и освобождении Пскова. За взятие Царского села был награждён орденом Красного Знамени (1919).
С 26 сентября 1919 года командир 7-й армии, с 18 октября 1919 года — командир Колпинской ударной группой войск той же армии. На этих должностях участвовал в обороне Петрограда. Позднее был назначен начальником военного управления штаба Западного фронта, затем в распоряжении командующего Западным фронтом.
С 24 февраля 1920 года — начальник штаба Украинской трудовой армии. С 17 по 28 июля 1920 года — начальник штаба 2-й Конной армии, участвовал в боях с войсками барона П. Н. Врангеля на Южном фронте, с 4 октября 1920 года — вр. и.д. командира Украинской трудовой армии.

### После войны
Со 2 мая 1921 года — помощник командующего Вооруженными Силами Украины и Крыма (ВСУК). 3 июня 1922 года ВСУК были переформированы в Украинский военный округ (УкрВО), с 27 июня 1922 года С. Д. Харламов — второй помощник начальника штаба УкрВО, с 3 ноября 1922 года — начальник Управления ВВУЗов УкрВО, с 1923 года — инспектор ВВУЗов Украины и Крыма, с 1924 года — помощник начальника Курсов усовершенствования комсостава «Выстрел», с 1929 года — начальник учебного отдела Военно-химических Курсов усовершенствования комсостава (КУКС) РККА. В 1928 году окончил Военно-академические курсы при Военной академии им. Фрунзе.
Арестован 28 декабря 1931 года по делу «Весна», вину не признал, 16 апреля 1931 года был уволен со службы, 10 мая 1931 года приговорён к 3 годам условно. После досрочного освобождения в том же году преподавал тактику в Военно-воздушной академии РККА и Артиллерийской академии РККА, позднее преподаватель Военной академии им. Фрунзе. С 1935 года по 1938 год был начальником военной кафедры Московского нефтяного института.
Умер Сергей Дмитриевич Харламов в 1965 году в Москве.

## Звания

### Российская империя
- подпоручик — (старшинство (ст.) 26.10.1902)
- поручик — (ст. 13.08.1905)
- штабс-капитан — (ст. 13.08.1909)
- капитан — 26.05.1910 (ст. 23.05.1910) [a]
- подполковник — (ст. 06.12.1915, ВП 15.08.1916 ст. установлено 06.12.1914)
- полковник — 15.08.1917

### СССР
- комбриг — 13.02.1936
- генерал-майор — 04.06.1940

## Награды

### Российской империи
- Орден Святого Станислава 3-й степени — 1906
- Орден Святой Анны 3-й степени — 06.12.1913
- Георгиевское оружие — ВП 25.07.1915 [b]
- Орден Святой Анны 4-й степени — 09.06.1916

### СССР
- Орден Красного Знамени — 1919 (Приказ РВСР № 308)

другие награды